# Роза Виейра, Алесандро
Алеса́ндро Ро́за Вие́йра (порт. Alessandro Rosa Vieira), более известный как Фалка́о (порт. Falcão — сокол; род. 8 июня 1977) — бразильский футболист и игрок в мини-футбол. Игрок сборной Бразилии по мини-футболу. Признавался ФИФА лучшим игроком чемпионатов мира по мини-футболу 2004 и 2008. Лучший бомбардир чемпионата мира по мини-футболу 2004 года.
Известен своим фирменном дриблингом, в частности, приёмом «радуга Фалкао», когда мяч зажимается между ступнями и пробрасывается над соперником.

## Биография
Начинал играть в мини-футбол в 13 лет за клуб «Гуарапира». Через 4 года перешёл в «Коринтианс», где дебютировал как профессионал в 1994 году. В 1996 году забил гол в первой же своей игре во вновь образованной Лиге футзала в матче против «Ульбры». Далее выступал за «ГМ Шевроле», «Атлетико Минейро», «Рио-де-Жанейро», «Сан-Паулу» и «Банеспу». Но главные клубные успехи ожидали его с бразильским клубом «Малви/Жарагуа́», за который бразилец выступал с 2003 по 2010 год с небольшим перерывом в 2005 году, когда он попробовал себя в футбольном «Сан-Паулу».
В конце 2010 года «Малви» прекратил существование из-за потери спонсора, а Фалкао стал игроком «Сантоса». В составе «рыб» в первый же год вновь стал чемпионом Бразилии. После единственного сезона команды в чемпионате Бразилии «Сантос» перестал спонсировать профессиональную мини-футбольную команду, и Фалкао перешёл в «Интелли», где дважды подряд выиграл Лигу футзала. В 2014 году в штате Сан-Паулу была образована новая команда «Бразил Кирин» (позже «Магнус») из Сорокабы, пригласившая Фалкао в свои ряды. И игрок вновь, в пятый раз подряд (а всего в девятый раз), стал чемпионом Бразилии.
Фалкао дебютировал за сборную Бразилии в 1998 году и до конца карьеры в ней являлся неотъемлемой её частью. На чемпионате мира 2000 года он забил шесть мячей, а бразильцы стали обладателями серебряных наград. Следующее мировое первенство принесло бразильцам лишь бронзу, но Фалкао стал одним из главных героев турнира, его лучшим бомбардиром и игроком. В 2008 году бразильцы наконец вернули себе золотые медали мирового первенства, а их главная звезда вновь получила звание лучшего игрока. 
Чемпионат мира 2012 года получился очень запоминающимся и надолго останется в памяти болельщиков. Фалкао, уже заработавший статус «идола футзала» в Бразилии, по собственному признанию, подошёл к турниру в лучшей форме, однако, в первом матче против Японии получил повреждение икроножной мышцы, а через несколько дней у него парализовало половину лица. Тем не менее, Фалкао отказался сниматься с заявки. Несмотря на то, что всего на турнире спортсмен сыграл всего 28 минут, Фалкао отыграл на чемпионате на высшем уровне: в 1/4 финала против аргентинцев, когда бразильцы проигрывали к 33 минуте 1:2, он вышел и забил два потрясающих гола, благодаря которым будущие победители чемпионата вышли в 1/2 финала. А в финале чемпионата, благодаря нему Бразилия за 3 минуты до конца основного времени смогла сравнять счёт, а гол получился очень зрелищным и превосходным. В итоге в дополнительное время за 19 секунд до конца бразильцы забили ещё один гол и вырвали победу.
22 сентября 2016 года матчем 1/8 финала чемпионата мира по мини-футболу в Колумбии Фалькао, сделавший хет-трик, завершил свою карьеру в сборной Бразилии. Тот матч бразильцы сенсационно проиграли сборной Ирана 4:4 (пен 2:3). Тем не менее, после игры иранские футзалисты качали Фалкао на руках.
6 декабря 2018 года завершил клубную карьеру матчем финала чемпионата Сан-Паулу против «Коринтианса». В настоящее время является послом мини-футбола/футзала, играет в выставочных матчах в разных городах Бразилии и мира.

## Достижения
- Чемпион мира (2): 2008, 2012
- Серебряный призёр чемпионата мира (1): 2000
- Бронзовый призёр чемпионата мира (1): 2004
- Обладатель Кубка Америки (5): 1998, 1999, 2000, 2008, 2011
- Обладатель Кубка Либертадорес (7): 2004, 2005, 2006, 2007, 2008, 2009, 2015
- Чемпион Бразилии (9): 1999, 2005, 2007, 2008, 2010, 2011, 2012, 2013, 2014
- Обладатель Кубка Бразилии (7): 1998, 2003, 2004, 2005, 2006, 2007, 2008
- Обладатель Суперкубка Бразилии (1): 2018
- Обладатель Кубка Бразильской лиги (5): 2005, 2006, 2009, 2010, 2013
- Обладатель Межконтинентального кубка (2): 2016, 2018

Личные достижения
- Лучший игрок мира (4): 2004, 2006, 2011, 2012
- Лучший игрок Чемпионата мира (2): 2004, 2008
- Лучший бомбардир Чемпионата мира (1): 2004
- Лучший бомбардир Кубка Америки (1): 2008
- Лучший бомбардир чемпионата Бразилии (6): 2005, 2008, 2009, 2010, 2011, 2014